# 1763 au Québec
Cet article traite des événements survenus en 1763 au Québec. 

## Événements
- 10 février : traité de Paris. Le Canada est cédé définitivement de la France aux britanniques. Les îles de Saint-Pierre-et-Miquelon restent les seules possessions françaises[1].
- 18 avril : pendaison à Québec de Marie-Josephte Corriveau condamnée pour le meurtre de son second mari, Louis Dodier ; sa dépouille est enfermée dans une cage suspendue à la vue des passants à Pointe-Lévy[2]. Cette cage, redécouverte en 1851, inspirera de nombreux écrivains (Philippe Aubert de Gaspé (père) (Les Anciens Canadiens, 1863) et Louis Fréchette).
- Mai : Début de la rébellion de Pontiac, avec le siège de Fort Détroit.
- 14 septembre : Les Sénécas mené par Cornplanter attaquent un convoi britannique lors de la Bataille du Trou du Diable près de la Rivière Niagara. Victoire des Sénécas.
- 15 septembre : Étienne Montgolfier est nommé évêque de Québec.
- 7 octobre : avec la proclamation royale le Bas-Canada est renommé la « Province of Quebec »[3].

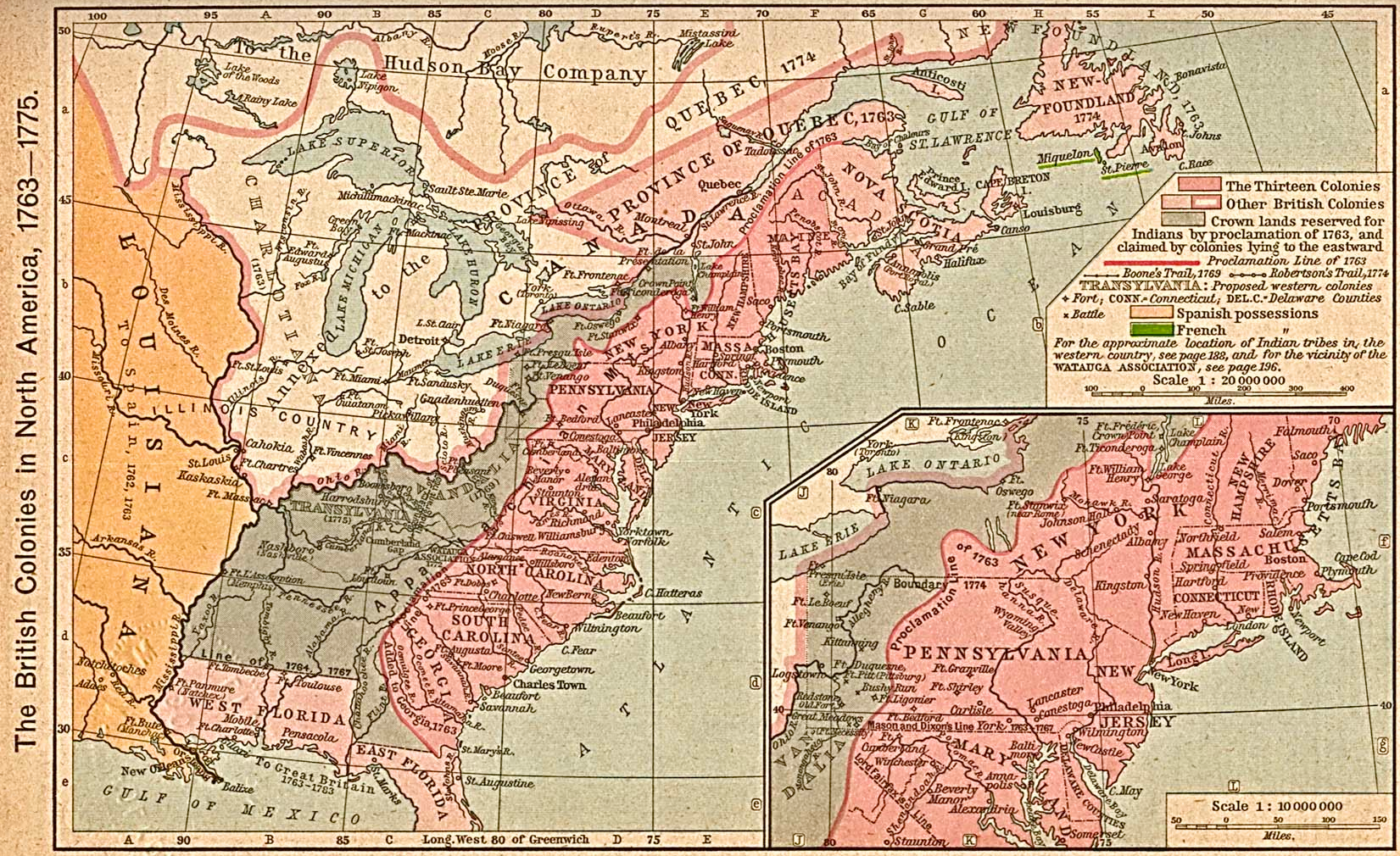
Les colonies britanniques 1763-76

- 31 octobre : Faute de soutien, Pontiac abandonne le siège de Fort Détroit.
- 21 novembre : James Murray est nommé premier gouverneur de la province britannique de Québec (fin en 1766)[4].
- 10 décembre : Le dernier gouverneur de la Nouvelle-France Pierre de Rigaud de Vaudreuil est finalement acquitté dans l'Affaire du Canada. Par contre l'intendant François Bigot doit restituer une importante somme d'argent.
- Fondation de Paroisse de Maugerville au Fleuve Saint-Jean par des Planters américains.

## Naissances
- 3 mars : Joseph-Octave Plessis, Archevêque de Québec.
- 28 décembre : John Molson (1763-1836), fondateur de la brasserie Molson.
- Jean-Mandé Sigogne, prêtre catholique et missionnaire.
- Michel Caron, politicien.

## Décès
- 18 avril : Marie-Josephte Corriveau, criminelle.